# Bitwa pod Włodawą
Bitwa pod Włodawą – walki polskiej 7 Dywizji Piechoty z oddziałami sowieckiej 117 Brygady Strzelców w czasie Bitwy Warszawskiej w okresie wojny polsko-bolszewickiej.

## Geneza
Realizując w drugiej połowie sierpnia 1920 operację warszawską, wojska polskie powstrzymały armie Frontu Zachodniego Michaiła Tuchaczewskiego. 1 Armia gen. Franciszka Latinika zatrzymała sowieckie natarcie na przedmościu warszawskim, 5 Armia gen. Władysława Sikorskiego podjęła działania ofensywne nad Wkrą, a ostateczny cios sowieckim armiom zadał marszałek Józef Piłsudski, wyprowadzając uderzenie znad Wieprza. Zmieniło to radykalnie losy wojny. Od tego momentu Wojsko Polskie było w permanentnej ofensywie.

## Walczące wojska
| Jednostka                   | Dowódca                    | Podporządkowanie     |
| Wojsko Polskie              |                            |                      |
| 3 Dywizja Piechoty Legionów | gen. Leon Berbecki         | 3 Armia              |
| 7 Dywizja Piechoty          | gen. Karol Schubert        | 3 Armia              |
| ⇒26 pułk piechoty           | mjr Ryszard Waniczek       | 7 DP                 |
| → II/26 pułku piechoty      |                            |                      |
| — 5/26 pułku piechoty       |                            |                      |
| oddział gen. Bałachowicza   | gen. Stanisław Bałachowicz |                      |
| Armia Czerwona              |                            |                      |
| 58 Dywizja Strzelców        | Władimir Popow             | 12 Armia             |
| grupa Dotola                | Dotol                      | 58 Dywizja Strzelców |
| 117 Brygada Strzelców       | kombryg N. Szyszkin        |                      |

## Walki pod Włodawą
Po klęsce nad Wisłą dowództwo sowieckie pospiesznie uzupełniało i reorganizowało ocalałe z pogromu jednostki. Kiedy w ramach polskiej kontrofensywy znad Wieprza 3 Dywizja Piechoty Legionów ruszyła na Brześć, zadanie osłony jej prawego skrzydła otrzymała 7 Dywizja Piechoty. 16 sierpnia jej lewoskrzydłowy 26 pułk piechoty skierował się wzdłuż zachodniego brzegu Bugu na Włodawę. Pod Majdanem rozproszono oddziały 58 Dywizji Strzelców, wzięto do niewoli około 100 jeńców i zdobyto 4 działa. 18 sierpnia pułk zajął Włodawę i tam nawiązał łączność taktyczną z oddziałami grupy gen. Bałachowicza. Dozorując  odcinek Włodawa - Uhrusk, zwalczał wycofujące się na tym kierunku oddziały nieprzyjaciela.
Aby umożliwić odwrót za Bug oddziałom Armii Czerwonej odciętym na zachód od Włodawy przez postępy polskiej kontrofensywy, sowieckie dowództwo postanowiło odbić miasto. 21 sierpnia na Włodawę uderzyła 117 Brygada Strzelców kombryga  N. Szyszkina. Wspierały ją resztki rozbitej pod Cycowem grupy Dotola. Pierwsze natarcie Polacy odparli ogniem broni maszynowej i strzeleckiej. Podczas drugiego natarcia Sowieci opanowali dworzec kolejowy wypierając z niego oddział gen. Bałachowicza, a następnie uchwycili most kolejowy na Bugu. Dworzec odzyskała kontratakiem 5 kompania 26 pułku piechoty. W trakcie kolejnych walk na tyłach pododdziałów sowieckich pojawił się inny oddział gen. Bałachowicza, wracający z wypadu na Piszczę. Mimo zaskoczenia, czerwonoarmiści stawili twardy opór. W toku zaciętej walki polegli sowieccy dowódcy - Szyszkin i Dotol. Pozbawieni dowództwa czerwonoarmiści wycofywali się w nieładzie. Część uszła za Bug, porzucając tabory i broń ciężką.

## Bilans walk
Walki pod Włodawą zakończyły się zwycięstwem połączonych sił polsko-białoruskich. Polski 26 pułk piechoty wziął do niewoli ponad 200  jeńców, zdobył 2 działa, kilkanaście ckm-ów i około 100 wozów taborowych. Także oddziały gen. Stanisława Bułhaka-Bałachowicza pobrały jeńców i zdobyły dużo sprzętu wojskowego. Zwycięstwo opłacono niewielkimi stratami: 26 pułk piechoty zanotował 12 poległych, 30 rannych, a oddziały gen. Bałachowicza około 30 poległych i rannych.